# Aerarium
En la antigua Roma el aerarium (erario en el español moderno) era el nombre que se daba al tesoro público, obtenido mediante la recaudación de los impuestos. Su sede se encontraba en el Templo de Saturno en la colina del Capitolio, por lo que comúnmente recibía el nombre de Aerarium Saturni. En la era contemporánea, y aún en el siglo XXI, la palabra mantiene su significado en todos los países del mundo, aunque con variables como la recuadación de los impuestos en los bancos y/o entidades públicas y privadas, autorizadas por cada nación, para recaudarlos. 

## Época republicana

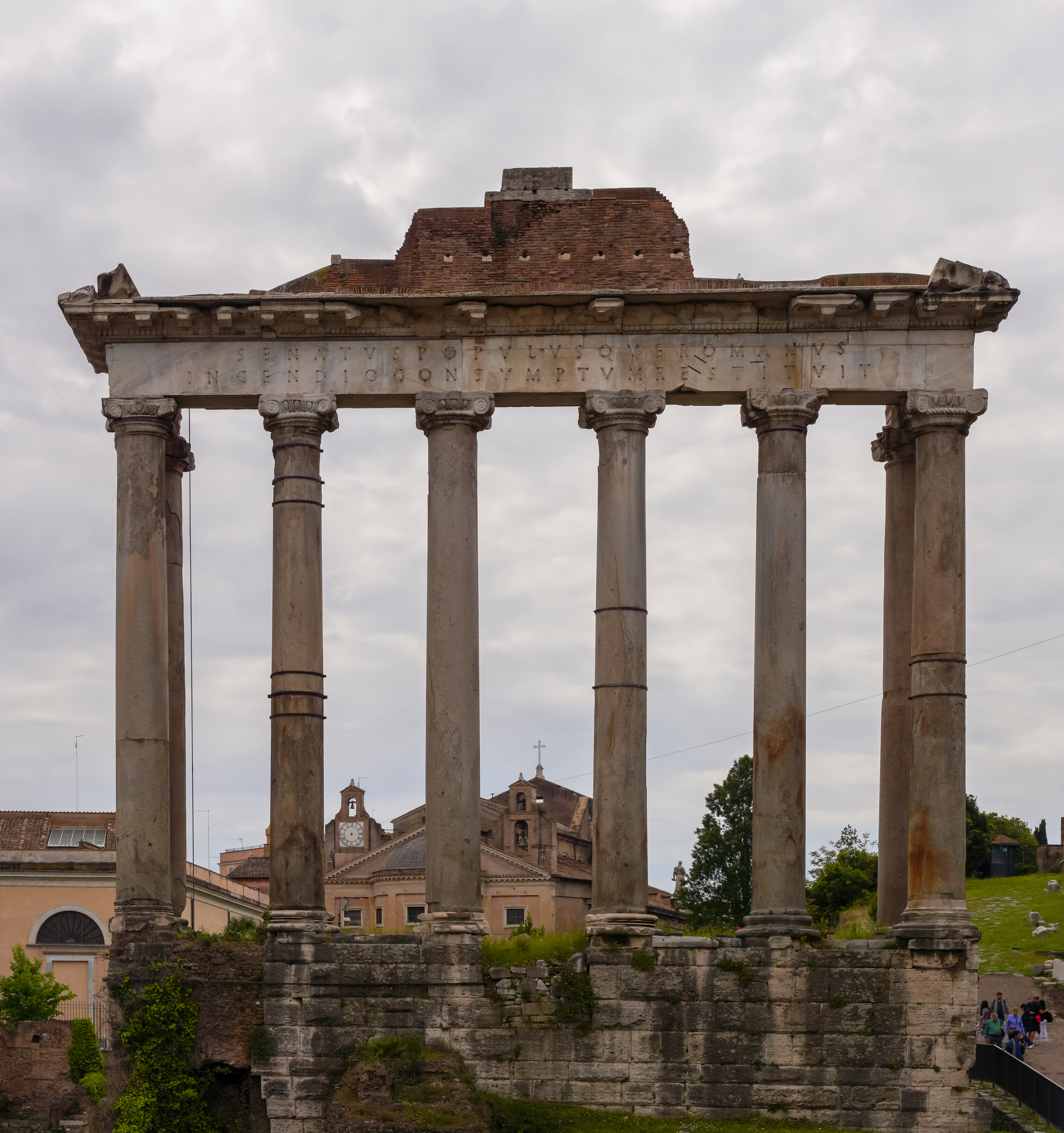
Ruinas del templo de Saturno con el Foro Romano al fondo, lugar en el que se custodiaba el Tesoro del estado romano.

Bajo la República, su supervisión correspondía a los censores, aunque la gestión de los impuestos era supervisada por los cuestores. El erario se nutría de los impuestos y tributos recaudados por la República; en principio, los impuestos debían pagarlos todos los ciudadanos, pero los ciudadanos romanos quedaron exentos de tributos personales con las victorias de los generales romanos sobre los reinos Helenísticos, particularmente sobre Macedonia y Siria.
La mayor parte de los ingresos procedía de las cantidades que debían entregar las comunidades sometidas a Roma, tanto en Italia como en las provincias, a las que se sumaban los botines de guerra conseguidos en las numerosas campañas emprendidas por los ejércitos republicanos, y, una cantidad de reserva permanente creada como consecuencia de la invasión de los galos de 390 a. C., y que solo fue suprimida por Julio César
Como el estado romano republicano poseía un sistema administrativo muy rudimentario, desde la época de las guerras púnicas, la gestión de tributos, pero también de suministros para los ejércitos y otros asuntos de interés económico para la República, fueron encomendadas a asociaciones de prohombres ricos -se excluían los Senadores, aunque estos utilizaban testaferros para poder eludir las prohibiciones legales- que se constitían en sociedades, llamada Societates publicanorum.
Así, los tributos concretos de una provincia u otro lugar eran arrendados por los censores en bloque a una o varias de esas societates, que pagaban un tanto alzado en efectivo al tesoro republicano, y después, cobraban el impuesto, evidentemente con un sustancioso beneficio. La supervisión en las provincias correspondía a los gobernadores y a los cuestores, pero solo debían asegurarse de la entrega de aquello que se hubiera pactado al Tesoro´, de manera que los procedimientos usurarios utilizados por los publicanos carecían de supervisión, y si los provinciales, agobiados por las exacciones, protestaban los gobernadores utilizaban la fuerza armada contra ellos. 
Además, como muchos gobernadores tenían intereses particulares en enriquecerse, solían estar de acuerdo con los publicanos para exprimir a sus súbditos. Los provinciales podían quejarse ante el Senado romano enviando una comisión, patrocinada por algún notable senador que hacía de patrono, acusando a un gobernador de delito de concusión, pero el éxito solía ser muy limitado, al actuar los senadores según el principio de "hoy por ti, mañana por mí". Solo prosperaban algunos casos especialmente escandalosos, como el ataque realizado por Cicerón en defensa de los sicilianos contra Cayo Verres.
Evidentemente, este sistema de gestión, que no era muy diferente de un saqueo, generaba excesivas tensiones de todo tipo, que se complicaron con las guerras civiles del final de la república, por lo que se hacía necesaria su reforma.

## Época Imperial
Al instalarse el Principado, el Aerarium se convirtió en el tesoro público del Senado, y sus ingresos procedían exclusivamente de la tributación de las provincias senatoriales, aunque el propio Augusto encomendó el control de esta recaudación a un procurator ecuestre nombrado directamente por él, y se reservó el derecho de disponer del dinero depositado en esta caja pública.
Paralelamente, Augusto desarrollo progresivamente otras cajas de impuestos; así, en 4 a. C. creó el Aerarium Militaris para pagar el premio en metálico establecido para los militares que se licenciaban al cumplir el período prescrito de servicio; poco antes se había configurado el patrimonium Caesaris, o caja a la que afluían los impuestos de las provincias imperiales, y el patrimonium rei privatae o fortuna personal del emperador, que se nutría con las propiedades personales del emperador, que incluían todas las rentas de Egipto, anexionado al Estado Romano como propiedad personal del emperador.

### Tipos de impuestos
Los impuestos que nutrían la caja pública eran bastante variados, y, en general, relativamente similares a los actuales. Así, existían impuestos directos e indirectos, pero hay que tener en cuenta que los ciudadanos romanos de Italia y de las comunidades provinciales con ius italicum, estaban exentas de impuestos directos desde comienzos del siglo II a. C.
El impuesto directo más importante era el vectigal o tributo impuesto por Roma a los pueblos sometidos a ella, que se consideraba una especie de compensación por el cultivo de las tierras asignadas a la comunidad, ya que el suelo provincial era propiedad del pueblo romano, y este, a través del Senado, lo cedía en uso a cada comunidad provincial. Así mismo, las comunidades privilegiadas de las provincias, colonias y municipios, debían satisfacer al estado romano un impuesto equivalente llamado tributum.
Los impuestos indirectos eran bastante variados, y encajan en la definición de consumos. El más importante era un porcentaje aplicado sobre la compraventa de productos, llamado centessima rerum venalium, equivalente al 1% del valor de lo intercambiado, pero que en algunas provincias, particularmente las de la Galia eras superior, recibiendo el nombre de Quadragessima Galliarum, equivalente al 2,5 % de todas las transacciones.
Otros impuestos se aplicaban sobre determinados actos jurídicos, como la vigésima hereditatis, un 5% sobre las herencias, o la vigésima libertatis, un 5% sobre el valor de los esclavos manumitidos.

### Gestión de los impuestos
La gestión de estos impuestos era supervisada por procuradores ecuestres nombrados por el emperador, a veces generales, a veces concretos, y, en general, se cobraban en los portoria u oficinas de impuestos.
En los primeros tiempos del Imperio, al igual que a finales de la República, la recaudación era arrendada por el estado a corporaciones privadas, llamadas societates publicanorum, o, más comúnmente, publicanos, que pagaban un tanto alzado a la caja pública y después recaudaban los impuestos por sus propios medios, evidentemente, con apoyo de las autoridades provinciales.
Este sistema provocaba numerosos problemas de orden público, por lo que, progresivamente, las societates publicanorm fueron sustituidas a lo largo del siglo I por procuradores ecuestres nombrados por el emperador, y dotados de capacidad y personal para poder realizar estas funciones.